# Antony (Hauts-de-Seine)
Antony je francouzské město v departementu Hauts-de-Seine v Île-de-France.

## Geografie
Město leží na řece Bièvre, 12 kilometrů od centra Paříže se kterým je spojuje linka příměstské železnice RER B.
Sousední obce: Fresnes, Wissous, Châtenay-Malabry a Verrières-le-Buisson.

## Vývoj počtu obyvatel
Počet obyvatel

## Náboženství
Ve městě věřícím slouží několik řískokatolických a evangelických kostelů, synagoga, mešita a je zde i chrám tenrikyo.

## Osobnosti obce
- Laurent Lafforgue, matematik

## Partnerská města
- Collegno, Itálie
- Eleftheroupolis, Řecko
- Hamman-Lif, Tunisko
- Lewisham, Spojené království
- Lexington, USA
- Olomouc, Česko
- Protvino, Rusko
- Reinickendorf, Německo
- Sderot, Izrael
- Turín, Itálie